# Capiatá
Capiatá es una ciudad paraguaya del Departamento Central. Se ubica a 23 km de Asunción en medio de la Ruta Departamental D027 y la Ruta PY02 que son las más importantes para el transporte terrestre de la ciudad. Fue fundada en 1640 por el gobernador Martín de Ledesma Valderrama.

## Toponimia
Existen dos versiones acerca de la procedencia del nombre de Capiatá. La primera, defendida por el profesor Esteban Antonio Romero, afirma que el nombre «Capiatá» deriva de Kapi, que  era un cacique y atã, que significa duro, recio. No obstante, según el Padre Rubén  Darío Céspedes, deriva de kapi'i, paja, y atã, dura, que abundaba por el lugar. Esta última etimología es la que más aceptación popular tiene.
En Capiatá continúa con firmeza la fabricación de escobas, una tradición que pasa de generación en generación
La fabricación de escobas es una de las tradiciones más representativas de la ciudad, una actividad por la cual Capiatá fue muy reconocida a lo largo de años, décadas, centurias.

## Historia
El nombre completo de la ciudad es ―Nuestra Señora de la Candelaria de Capiatá―. En el archivo nacional de Asunción existen documentos de comienzos del siglo XVII que hablan del «Valle de Capiatá», el cual se hallaba bajo la jurisdicción del  Cabildo y Regimiento de Asunción. En poca palabras Capiatá era un territorio donde se asentaban las chacras de los mayores encomenderos cuya función era abastecer a la ciudad de Asunción en aquellos tiempos, y que, acompañado con el auge agrícola, la población iba asentándose debido a la cercanía con la capital paraguaya. 
Existen discusiones referentes a la fecha de fundación y fundadores, algunos historiadores afirman que fue fundada por Martín de Ledesma Valderrama, otros por Pedro Lugo de Navarra, y otros, por Gregorio de Hinestrosa. No obstante, en varios textos consultados, incluido en el archivo nacional, se puede constatar que Ledesma gobernó hasta 1636, Navarra hasta 1640, y que Hinestrosa comienza su mandato en 1641 y concluye en 1672.
En términos demográficos, desde el siglo XVI Capiatá comenzó a ser poblada por autoridades coloniales e integrantes del cabildo quienes se hacían con tierras en el anillo más cercano a Asunción, esto según los títulos inmobiliarios encontrados también en el archivo nacional de la capital. A partir del siglo XVII el crecimiento poblacional continuó en la periferia de la ciudad, alrededor de la iglesia que se estaba construyendo en aquel entonces. Hacia el siglo XIX la expansión demográfica ya era espontánea, a medida que los españoles solicitaban tierras para realizar sus actividades agrícolas, y a comienzos del siglo XX, la población ya estaba completamente esparcida por todo el territorio que hoy se conoce como Capiatá.
En el libro «Capiatá: cinco siglos de historia», de Cecilia Silvera de Piris, encontramos que «Varios cronistas, entre ellos Félix de Azara, han mencionado en sus publicaciones que Martín de Ledesma Valderrama fue fundador de los pueblos de Luque, Capiatá, Piribebuy...». En el mismo libro se menciona que existen documentos históricos que datan de 1579 relativos a la tierra del Valle de Capiatá, mientras que en 1607 se registra la venta de tierra a favor de Juan Valenzuela ―Alcalde de la Santa Hermandad― la mitad de la isla correspondiente al Valle de Capiatá. También afirma que el documento data de muchos años atrás y se puede leer que el gobernador Hernando Arias de Saavedra tomó cartas en el asunto.
El 20 de mayo de 1878 se crea la Honorable Junta Municipal y con este acontecimiento histórico Capiatá adquiere la categoría de ciudad. En 1968, el Poder Ejecutivo de la Nación otorga a Capiatá la categoría de Municipio y nombra como Intendente Municipal a Luis Alberto Rachit Fiandro.
Capiatá no fue fundada por franciscanos pero sí tiene un vínculo histórico con éstos. Entre los primeros franciscanos que llegaron a Asunción desde 1575, como Fray Luis de Bolaños, tenían como fin evangelizar a los amerindios de los alrededores de Asunción, y para ello, utilizaban los denominados «caminos franciscanos» que interconectaban las ciudades de la metrópolis asuncena, incluida Capiatá. Su ubicación estratégica,  dada por su proximidad con Asunción y como paso dentro del circuito de las ciudades franciscanas, fueron uno de los tantos factores propicios que ayudaron a Capiatá a ser una de las primeras ciudades paraguayas en ser pobladas.

## Geografía
Capiatá está situada en el norte del Departamento Central y limita con las siguientes ciudades: al norte con Luque, al este con Itauguá y Areguá, al sur con Ypané y Saldívar, y al oeste con San Lorenzo y Ñemby.
En Capiatá son varios los arroyos que circundan, tanto dentro del distrito como en sus límites con otras jurisdicciones: al noroeste el arroyo San Lorenzo, que lo separa de San Lorenzo y Luque; al noreste el arroyo Jukyry, que lo separa de Areguá;
al este el arroyo Mboi'y, que lo separa de Itauguá; al sudeste el arroyo Karumbe Kua, que lo separa de Saldívar; y al sudoeste el arroyo Ytororó, que lo separa de Ypané.

### Clima
En Capiatá la temperatura varía de 13 °C a 33 °C durante el transcurso del año y rara vez baja a -5 °C o sube a más de 44 °C. La temporada de calor dura aproximadamente 4 meses, entre finales de noviembre hasta finales de marzo, y la temperatura máxima promedio diaria es de más de 31 °C. La temperatura máxima promedio es de 33 °C y la temperatura mínima promedio alcanza los 23 °C.
La temporada fresca dura 3 meses, entre mayo y agosto, y la temperatura máxima promedio diaria es menos de 24 °C. El mes más frío del año es en julio, con una temperatura mínima promedio de 13 °C y máxima promedio de 23 °C.

## Economía
Esta ciudad cuenta con una intensa actividad comercial que se desarrolla con los pobladores, poco y nada queda de aquella comunidad que se dedicaba esencialmente a los cultivos y la cría de ganado. Hoy en día proliferan los comercios y las industrias pequeñas y medianas, especialmente aquellas que pertenecen al rubro metalúrgico, químico y otras. Los principales bancos, financieras y cooperativas también se encuentran en dichas arterias y sus alrededores.

## Demografía
La ciudad de Capiatá es una de la urbes más grandes del Paraguay con una población de 236.999 habitantes, según el censo paraguayo de 2022. Es la segunda localidad más poblada del Departamento Central y la cuarta a nivel país. Forma parte de Gran Asunción cuya población ronda los 2.000.000 habitantes.
| Población por sexo y edades (2019) | Población por sexo y edades (2019) | Población por sexo y edades (2019) | Población por sexo y edades (2019) |
| Edad                               | Cantidad                           | Hombres                            | Mujeres                            |
| ---------------------------------- | ---------------------------------- | ---------------------------------- | ---------------------------------- |
| 0 a 4 años                         | 22.344                             | 11.533                             | 10.811                             |
| 5 a 14 años                        | 42.964                             | 22.089                             | 20.875                             |
| 15 a 29 años                       | 63.750                             | 32.128                             | 31.622                             |
| 30 a 44 años                       | 52.334                             | 25.562                             | 26.772                             |
| 45 a 64 años                       | 41.203                             | 20.279                             | 20.924                             |
| 65 a 79 años                       | 11.501                             | 5.456                              | 6.045                              |
| 80+ años                           | 2.734                              | 1.040                              | 1.694                              |
| Total                              | 236.828                            | 118.088                            | 118.739                            |
| %                                  | 100                                | 49,8                               | 50,2                               |

| Evolución demográfica de Capiatá entre 1982 y 2022 |
|                                                    |

### Barrios
Capiatá se divide en un total de 35 barrios (también llamados compañías) urbanos y suburbanos.

Barrios de Capiatá

| 1  | Costa Salinas      | 19 | San Lorenzo      |
| 2  | Santa Librada      | 20 | Loma Barrero     |
| 3  | Naranjaty          | 21 | Yataity          |
| 4  | Costa Salinares    | 22 | San Miguel       |
| 5  | Aratirí            | 23 | Santo Domingo    |
| 6  | Puerta del Sol     | 24 | San Jorge        |
| 7  | Roberto L. Petit   | 25 | Loma Clavel      |
| 8  | Virgen de Fátima   | 26 | Torremolinos     |
| 9  | Candelaria         | 27 | Cerrito          |
| 10 | San Roque          | 28 | Santísima Cruz   |
| 11 | Villa Militar      | 29 | Santa Rita       |
| 12 | Laurelty           | 30 | Virgen del Pilar |
| 13 | Campos Verdes      | 31 | Retiro           |
| 14 | Aldana Cañada      | 32 | Posta Ybycuá     |
| 15 | Toledo Cañada      | 33 | Kennedy          |
| 16 | Rojas Cañada       | 34 | Ybyraró          |
| 17 | Santa Rosa de Lima | 35 | Urugua'y         |
| 18 | Caacupemí          |    |                  |

## Cultura
El 2 de febrero la ciudad de Capiatá honra a su Santa Patrona, la Virgen de la Candelaria, cuyos festejos incluyen procesión, kermes y feria de productos. Entre los principales sitios de interés se encuentran la Iglesia Franciscana del siglo XVIII, el cual es joya del arte barroco hispano guaraní y fundada en 1649 con influencia franciscana; el Oratorio del Santo Rey Baltazar, el Museo Ramón Elías#Museo mitológico que está ubicado en la ciudad de Capiatá, a 19 km de Asunción, sobre la Ruta Mariscal Estigarribia. Este museo, al tiempo de evocar la memoria histórica de los antepasados del Paraguay, es un llamado a mantener vigente en la cultura del pueblo, la mágica presencia de los mitos que forman parte del acervo cultural de este país, el Autódromo Rubén Dumot, la Parroquia Santísima Cruz y la Capilla San Juan Bautista 4.ª Cía.
Capiatá cuenta con numerosas instituciones de educación primaria y secundaria, entre las que destacan los colegios nacionales, los colegios privados subvencionados, los colegios técnicos, los colegios politécnicos, centros educativos integrales, entre otros. En cuanto a educación superior, cuenta con las siguientes universidades: Universidad Tecnológica Intercontinental (UTIC), Universidad Técnica de Comercialización y Desarrollo (UTCD), Universidad San Lorenzo (UNISAL), Universidad Gran Asunción (UNIGRAN), Universidad Politécnica y Artística del Paraguay (UPAP), el Ateneo de Lengua y Cultura Guaraní y el Instituto Superior en Ciencias de la Salud "Santa Rosa Mística".
Capiatá es sede del Club Deportivo Capiatá, que milita en la Segunda División de Paraguay desde 2020. A su vez, cuenta con el Estadio Lic. Erico Galeano Segovia que opera como anfitrión del club.
Capiatá se destaca en el Balonmano, con el Club Handball Capiatá, Campeón Nacional U12, Campeón Nacional U21, Campeón Nacional Mayores, Campeón Metropolitano de Clubes Primera, Juvenil y U14.

## Medios de Comunicación
- Capiatá.cOm
- Kennedy News
- Radio Campo Verde 93.3 FM
- Radio La Nueva 87.5 FM
- Revista Ñasaindy
- Capiatá Press PY
- Central Media PY
- Capiatá Noticias Digital
- Radio Virgen de la Candelaria 101.7 FM
- Radio Diez R10 87.9 FM
- Posta Noticia